# 三輪引田難波麻呂
三輪 引田 難波麻呂（みわ の ひきた の なにわまろ、生没年不明）は、飛鳥時代（7世紀後半）の豪族。姓は君。

## 出自
三輪君氏は大和国城上郡大神（現在の奈良県桜井市三輪町を根拠地とした氏族である。「三輪引田」は複姓で、「引田」については、奈良県桜井市白河にある秉田神社周辺が想定されている。
『大和志料』所収の「三輪氏系図」によれば、三輪身狭の弟・宇留斯の子の牟良が三輪引田君氏の祖とされる。
『続日本紀』神護景雲2年2月7日条に、大和国人の従七位下・大神引田公足人ら20人が大神朝臣の姓を賜ったという記事がある。
また、大和国城上郡辟田の部民で、三輪引田君と同じく大田田禰子の末裔とされる引田部も三輪引田君と関係があるとされており、『古事記』雄略天皇条には引田部赤猪子の逸話が記録されている。

## 記録
天武天皇13年5月28日（684年7月15日）、遣高句麗大使となり（同小使は桑原人足）、同国に遣わされたという。